# Welyki Mosty

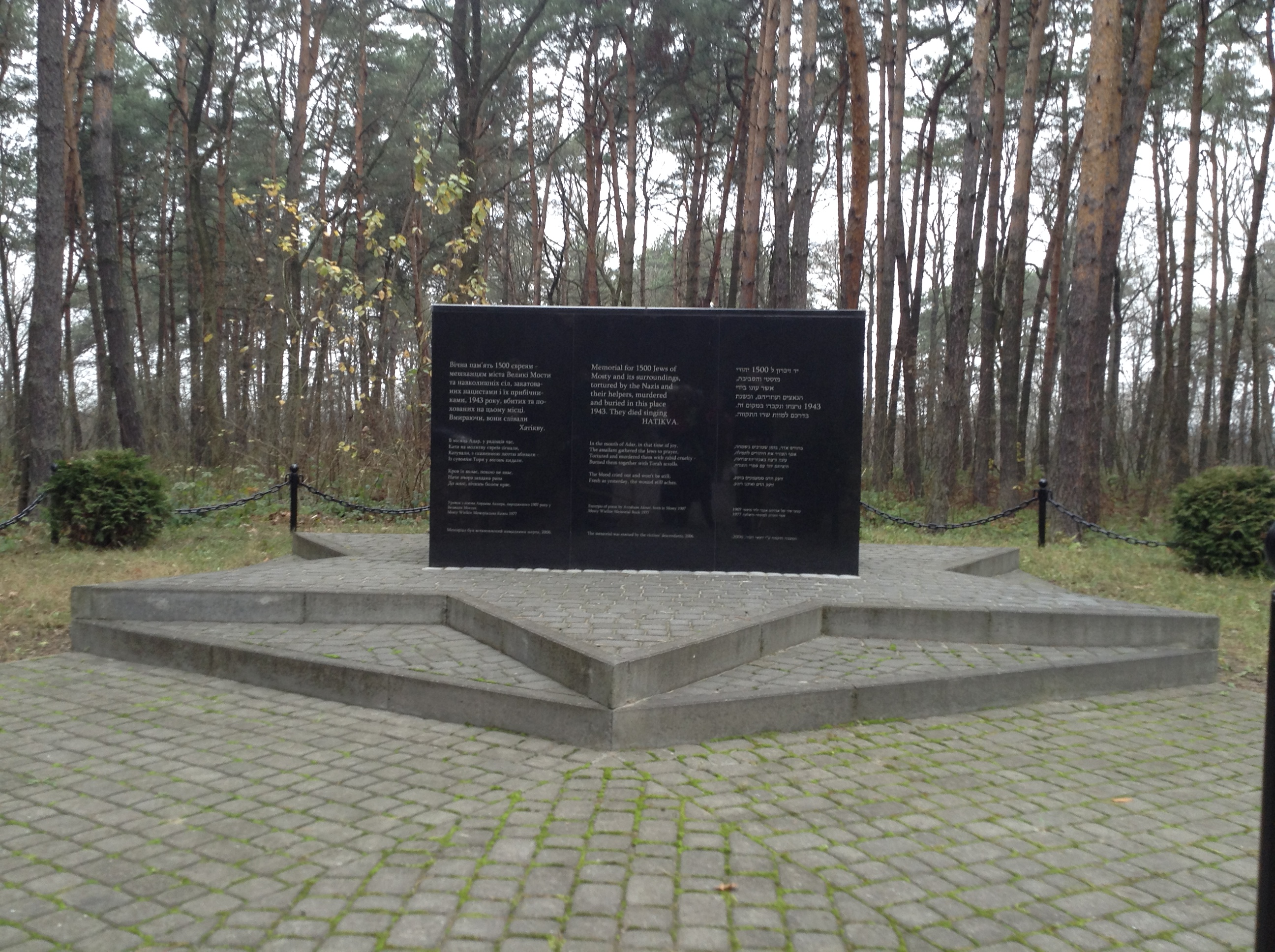
Denkmal zum Gedenken der Schoáh

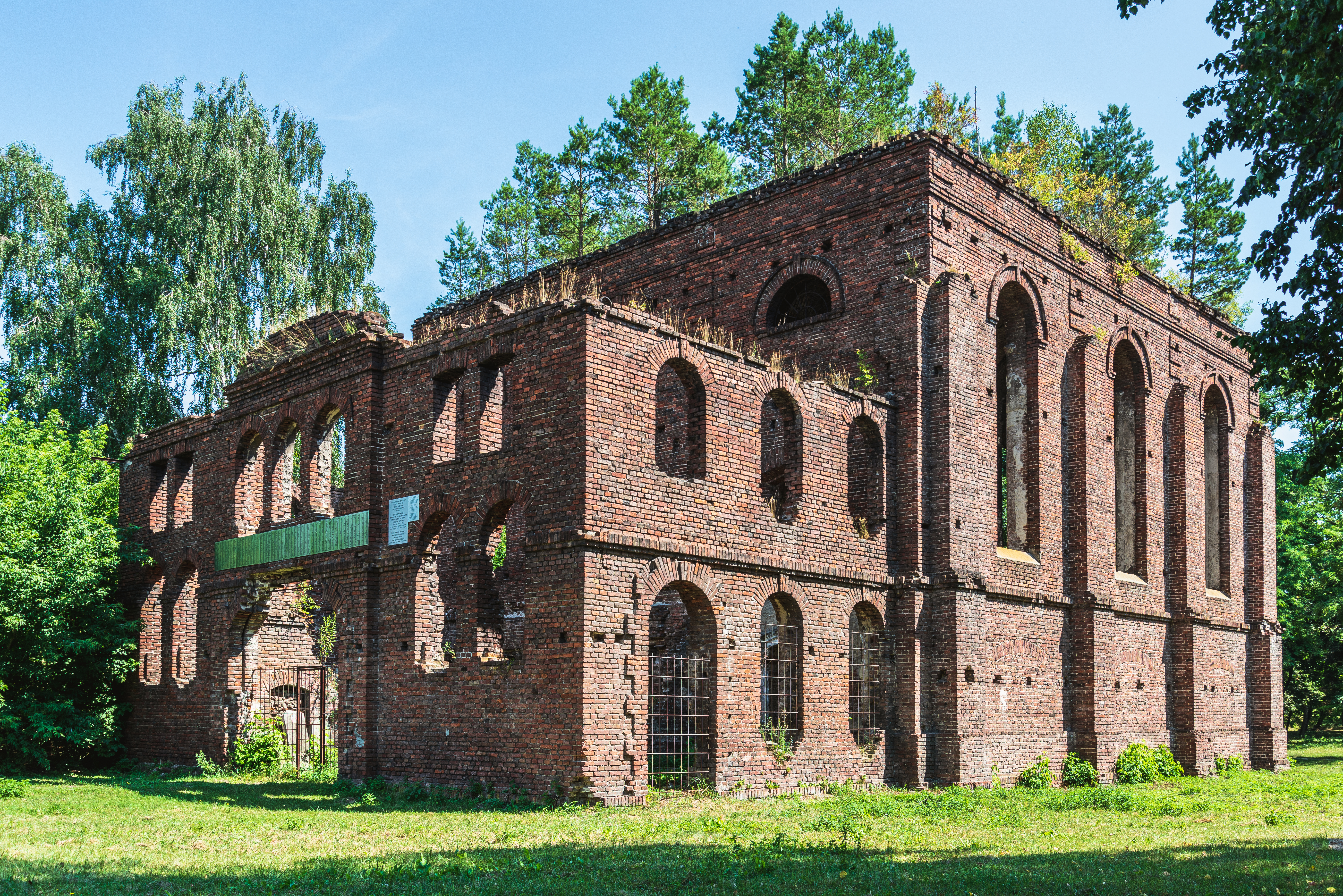
Überreste der Synagoge in Welyki Mosty

Welyki Mosty (ukrainisch Великі Мости; russisch Великие Мосты Welikije Mosty, polnisch Mosty Wielkie, deutsch Groß-Mosty) ist eine am Ufer der Rata gelegene Stadt in der Westukraine mit etwa 6000 Einwohnern.
Die Oblasthauptstadt Lwiw befindet sich etwa 47 Kilometer südlich von Welyki Mosty.

## Geschichte
Die Stadt wurde 1472 zum ersten Mal schriftlich erwähnt und erhielt 1549 das Magdeburger Stadtrecht. Sie lag zunächst in der Woiwodschaft Ruthenien als Teil der Adelsrepublik Polen. Ab 1772 bis 1918 gehörte sie zum österreichischen Galizien und war von 1854 bis 1867 Sitz einer Bezirkshauptmannschaft. Seit 1846 wurde der Ort Garnisonsstadt, nach dem Ende des Ersten Weltkrieges kam der Ort zu Polen, wurde im Zweiten Weltkrieg kurzzeitig von der Sowjetunion (unter dem ukrainischen Namen Mosty Welyki/Мости Великі) und daraufhin bis 1944 von Deutschland besetzt.
In Mosty Wielkie lebten in den 1930er Jahren etwa 1.250 Juden, das war mehr als ein Drittel der Bevölkerung. Nach der deutschen Besetzung 1941 kam es zu den ersten von Deutschen und Ukrainern ausgeübten Massakern. Im August 1942 wurde ein zunächst noch offenes Zwangsghetto angeordnet. Ende 1942 wurden Juden auch aus der Umgebung in das Ghetto beordert, das um diese Zeit über 4.000 Zwangsarbeiter umfasste. Zwischen Februar und Mai 1943 wurden die Ghettoinsassen in mehreren Aktionen vor Ort ermordet, eine kleine Anzahl in das Zwangsarbeitslager Lemberg-Janowska verlegt.
Nach dem Ende des Krieges wurde die Stadt der Sowjetunion zugeschlagen, dort kam die Stadt zur Ukrainischen SSR, am 15. August 1944 wurde sie auf den heutigen Namen umbenannt. Nach dem Zerfall der Sowjetunion 1991 wurde Welyki Mosty Teil der unabhängigen Ukraine.
Bedeutend für die Stadt ist seit dem 19. Jahrhundert die Terpentinproduktion, die vor allem auf der Pinienart die um den Ort herum wächst basiert.

## Verwaltungsgliederung
Am 29. Oktober 2017 wurde die Stadt zum Zentrum der neu gegründeten Stadtgemeinde Welyki Mosty (Великомостівська міська громада Welykomostiwska miska hromada), zu dieser zählen auch noch die 11 Dörfer Borowe, Butyny, Dwirzi, Kulytschkiw, Piddowhe, Prystan, Reklynez, Sarika, Schyschaky, Stremin und Wolyzja. Bis dahin bildete sie zusammen mit den Dörfern Borowe und Kulytschkiw die Stadtratsgemeinde Welyki Mosty.
Am 12. Juni 2020 kamen noch die 5 Dörfer Bojanez, Kupytschwolja, Lissowe, Pidrika und Weryny aus dem Rajon Schowkwa hinzu, gleichzeitig wurde die bis dahin im Rajon Sokal liegende Ortschaft ein Teil des Rajons Tscherwonohrad.
Folgende Orte sind neben dem Hauptort Welyki Mosty Teil der Gemeinde:
| Name                     | Name       | Name                      | Name                          |
| ukrainisch transkribiert | ukrainisch | russisch                  | polnisch                      |
| ------------------------ | ---------- | ------------------------- | ----------------------------- |
| Bojanez                  | Боянець    | Боянец                    | Bojaniec                      |
| Borowe                   | Борове     | Боровое (Borowoje)        | Borowe                        |
| Butyny                   | Бутини     | Бутыны                    | Butyny                        |
| Dwirzi                   | Двірці     | Дворцы (Dworzy)           | Dworce                        |
| Kulytschkiw              | Куличків   | Куличков (Kulitschkow)    | Kuliczków                     |
| Kupytschwolja            | Купичволя  | Купичволя (Kupitschwolja) | Kupiczwola                    |
| Lissowe                  | Лісове     | Лесовое (Lessowoje)       | -                             |
| Piddowhe                 | Піддовге   | Поддолгое (Poddolgoje)    | Poddouhe                      |
| Pidrika                  | Підріка    | Подрека (Podreka)         | Niżne Mieżdubrowy (Pod Rzeka) |
| Prystan                  | Пристань   | Пристань (Pristan)        | Przystań                      |
| Reklynez                 | Реклинець  | Реклинец (Reklinez)       | Rekliniec                     |
| Sarika                   | Заріка     | Зарека (Sareka)           | Zarzeka                       |
| Schyschaky               | Шишаки     | Шишаки (Schischaki)       | Szyszaki                      |
| Stremin                  | Стремінь   | Стремень (Stremen)        | Strzemień                     |
| Weryny                   | Верини     | Верины (Weriny)           | Weryny                        |
| Wolyzja                  | Волиця     | Волица (Woliza)           | Wolica                        |

## Persönlichkeiten
- Siegfried Weyr (1890–1963), österreichischer Maler
- Andrew Roborecki (1910–1982), ukrainisch-kanadischer Bischof
- Zdenko Paumgartten (1903–1984), österreichischer General
- Moritz Stockhammer (1904–1972), österreichischer Jurist und US-amerikanischer Philosoph
- Jerzy Czarnecki, geb. Isaac Steger (1924–2007), polnisch-schweizerischer Kernphysiker, Ehrenbürger von Welyki Mosty, Erbauer des Schoáh Monuments in 'Babki Wald'